# Ilex perado
Espèce
Synonymes
- Ilex crassifolia Meerb.[2]
- Ilex maderensis Lam.[2]
- Ilex maderiensis Lam.[3]

Ilex perado est une espèce de plantes de la famille des Aquifoliaceae  et du genre des Ilex.

## Liste des variétés et sous-espèces
Selon Catalogue of Life (26 juillet 2016) :
- forme Ilex perado f. umbrosa
- sous-espèce Ilex perado subsp. azorica
- sous-espèce Ilex perado subsp. lopezlilloi
- sous-espèce Ilex perado subsp. perado
- sous-espèce Ilex perado subsp. platyphylla

Selon The Plant List (26 juillet 2016) :
- sous-espèce Ilex perado subsp. azorica Tutin
- sous-espèce Ilex perado subsp. platyphylla (Webb & Berthel.) Tutin
- variété Ilex perado var. lopezlilloi (G. Kunkel) S. Andrews

Selon Tropicos (26 juillet 2016) (Attention liste brute contenant possiblement des synonymes) :
- sous-espèce Ilex perado subsp. azorica (Loes.) Tutin
- sous-espèce Ilex perado subsp. platyphylla (Webb & Berthel.) Tutin
- variété Ilex perado var. azorica Loes.
- variété Ilex perado var. iberica Loes.
- variété Ilex perado var. lopezlilloi (G. Kunkel) S. Andrews
- variété Ilex perado var. platyphylla (Webb & Berthel.) Loes.